# Călinești-Oaș, Satu Mare

Călinești-Oaș este satul de reședință al comunei cu același nume din județul Satu Mare, Transilvania, România.

## Istoric
Prima atestare documentară a Călineștiului este din 1490, când apare într-un document cu numele Kalynhaza, iar apoi în 1493 cu numele Kalenhaza.
Satul aparținea până în secolul al XVI-lea de familia Mórocz, ulterior a devenit proprietatea familiei Báthori, de la care a fost moștenită de familia Bagossy.
La sfârșitul secolului al XVIII-lea, satul era împărtășit între groful Károlyi, care a primit partea de la Rákóczi în 1711, baronul Vécsey, groful Korniss, groful Teleki, baronul Wesselényi, baronul Huszár, groful Barkóczy, baronul Bánffy, baronul Perényi.

## Obiective turistice
- Rezervația naturală “Cursul inferior al Râului Tur” (43 ha).